# Cyathea wallacei
Cyathea wallacei là một loài thực vật có mạch trong họ Cyatheaceae. Loài này được (Mett.) Copel. mô tả khoa học đầu tiên năm 1909.